# Обратная связь (фильм, 2020)
«Обра́тная связь» — российский комедийно-драматический фильм от «Квартета И»,  продолжение фильма «Громкая связь» (2019). В отличие от первого фильма, «Обратная связь» не имеет иностранного первообраза. Премьера фильма в России состоялась 17 декабря 2020 года.

## Синопсис
31 декабря компания друзей вновь собирается в загородном доме, чтобы вместе отпраздновать Новый год, однако предновогодний вечер оказывается полон сюрпризов.

## В ролях
| Актёр             | Роль                          |
| ----------------- | ----------------------------- |
| Александр Демидов | Дмитрий                       |
| Леонид Барац      | предприниматель Вадим Грибков |
| Анастасия Уколова | Катя Грибкова жена Вадима     |
| Ростислав Хаит    | Борис                         |
| Ирина Горбачёва   | Алина жена Бориса             |
| Камиль Ларин      | хирург Лев                    |
| Мария Миронова    | психолог Ева жена Льва        |